# ذخیره‌گاه طبیعی لازوفسکی
ذخیره‌گاه طبیعی لازوفسکی (انگلیسی: Lazovsky Nature Reserve) یک منطقه حفاظت شده طبیعی در سرزمین پریمورسکی کشور روسیه است.